# Ashbrookia
Ashbrookia es un género de foraminífero bentónico de la subfamilia Ashbrookinae, de la familia Placentulinidae, de la superfamilia Discorboidea, del suborden Rotaliina y del orden Rotaliida. Su especie tipo es Ashbrookia ornata. Su rango cronoestratigráfico abarca el Holoceno.

## Clasificación
Ashbrookia incluye a las siguientes especies:
- Ashbrookia ornata
- Ashbrookia tuberculata